# Võhandu

Rzeka Võhandu na mapie dorzecza Narwy

Võhandu – najdłuższa rzeka w Estonii. Jej długość wynosi 162 km, a powierzchnia dorzecza 1420 km². Wypływa z Saverny i wpada do jeziora Lämmijärv. Średni przepływ rzeki wynosi 10–11 m³/s.
Rzeka jest żeglowna między jeziorem Pejpus a miejscowością Võõpsu.
Prawymi dopływami Võhandu są Mügra, Kokle, Pühäjõgi (Sillaotsa), Kärgula, Jaska, Rõuge, Koreli, Iskna, Palumõisa, Pahtpää, Mädajõgi i Varesmäe, a lewymi – Parisoo, Karioja, Viluste i Toolamaa.
W 1963 na terenach okołorzecznych utworzono rezerwat przyrody.
W Võhandu stwierdzono występowanie 23 gatunków ryb: minoga strumieniowego, lipienia pospolitego, szczupaka pospolitego, węgorza europejskiego, płoci, jelca pospolitego, klenia, jazia, wzdręgę, strzeblę potokową, lina, kiełbia pospolitego, ukleję pospolitą, piekielnicę, krąpa, leszcza, karasia pospolitego, śliza pospolitego, kozę pospolitą, piskorza, miętusa pospolitego, okonia pospolitego i głowacza białopłetwego.
W 1931 rzeka opisana została w opowiadaniu Aino Kallas „Püha jõe kättemaks”.
Od 2006 roku na rzece odbywa się maraton kajakarski.